# Danilo Ier Šćepčev Petrović-Njegoš
Ne doit pas être confondu avec Danilo Petrović-Njegoš (1871-1939) ou Danilo Petrović-Njegoš.
Danilo Ier Šćepčev Petrovitch-Njegos (en serbe cyrillique : Данило I Шћепчев Петровић-Његош), connu aussi sous le nom de Vladika Danilo, est le premier prince-évêque du Monténégro et le fondateur de la dynastie Petrovitch-Njegos. Il est né en 1670 à Njegusi et mort le 11 janvier 1735 au monastère de Podmaine près de Budva. 

## Biographie
Il met sur pied les premières institutions politiques du pays et gouverne avec l'appui de la Russie.